# Fours (peuple)
Les Fours (ou Furs) sont un peuple d'Afrique de l'Est, vivant principalement au Darfour — auquel ils ont donné leur nom : « maison des Fours », en arabe (دار فور) — dans l'ouest du Soudan, et également au Tchad et en Égypte.

## Ethnonymie
Selon les sources, on observe de multiples variantes : Fora, Forawa, Fordunga, For, Fota, Fot, Four, Fours, Furawi, Furr, Furs, Keira, Kondjara, Konjara.

## Langue
Leur langue est le four (ou fur), une langue nilo-saharienne. Le nombre total de locuteurs a été estimé à 501 800, dont 500 000 au Soudan (1983) et 1 800 au Tchad.

## Population
Au Soudan ils représentent la majorité de la population vivant à l'ouest du pays et 13 % de la population totale du Soudan.

## Histoire
Leur royaume, à l'origine musulman, perdura jusqu’en 1874, date à laquelle la région fut conquise par l’Égypte ottomane. Après l’épopée mahdiste qui vit la fondation du Soudan arabe moderne que l'on connaît, il redevint autonome de 1897 à 1916. Maté par l'invasion anglo-égyptienne de leur pays lors de leur alliance avec l'Empire ottoman en 1916, le Darfour dans sa totalité fut incorporé dans le Soudan britannique.
Les Fours sont aujourd'hui en première ligne face aux tribus arabes et arabisées. Bien qu'eux-mêmes musulmans, leur tradition sédentaire et agricole les met en porte-à-faux vis-à-vis des peuplades nomades arabes, et leurs besoins en pâturages accrus par l'explosion démographique de ces vingt dernières années.
Le gouvernement de Khartoum mène depuis quelques années une lutte sans merci contre les groupes fours rebelles au Darfour (MJE ou JEM, SLA, etc.), mais la mésentente n'a pas été constante : lors de la deuxième guerre civile soudanaise (qui débuta en 1983), les Four, l'ethnie de Daoud Bolad (un frère musulman four), constituait probablement près de la moitié de l'armée soudanaise (qui représentait alors le gouvernement) mobilisée dans la guerre contre les rebelles sudistes.
Mais en 1992, ce même Bolad se rendit compte qu'il était considéré comme noir avant que d'être musulman dans son pays. Dans des lettres écrites à sa famille, il relate qu'il se voit refuser à la mosquée certaines places, par le simple fait d'être noir. Il déclenche alors une insurrection, qui conduit à son arrestation, son emprisonnement, et le soumet à la torture jusqu'à sa mort. Cet épisode peu connu va marquer considérablement l'opinion four, et à partir de la mort de Bolad, on assista à un fort repli identitaire de la communauté Four. Une nouvelle génération s'est depuis préparée à la guérilla. Ces jeunes ont récolté de l'argent auprès de la diaspora four et combattent actuellement contre les Janjawids dans le conflit du Darfour.